# Protesti v Poznanju (1956)
Protesti v Poznanju leta 1956, znani tudi pod imenom poznanjski junij, so bili prvi večji protesti na Poljskem proti komunistični vladi, ki so se odvijali od 28. junija do 30. junija leta 1956. Spodbudile so jih nove norme za najproduktivejše delavce kot tudi revščina ter nezadovoljstvo s komunistično politiko.
Protesti so bili krvavo zatrti, pri čemer je bilo ubitih 53–78 in ranjenih 600 protestnikov. Protest je spodbudil tudi politične spremembe na Poljskem, saj je na čelo partije oktobra 1956 prišel Władysław Gomułka, odšli pa prostalinistični kadri, vključno z dvojnim maršalom (Sovjetske zveze in Poljske) Konstantinom  Rokosovskim, ki je bil celih 7 let poljski obrambni minister, tega leta pa se je vrnil v Sovjetsko zvezo.